# Boann
Boann of Boand (moderne spelling: Bóinn) is een godin uit de Ierse mythologie. Zij is de godin van de rivier Boyne, die door de provincie Leinster stroomt. Volgens de Lebor Gabála Érenn was zij de dochter van Delbáeth. Deze was de zoon van Elatha, een van de Tuatha Dé Danann. In verschillende versies is Nechtan Scéne, Elcmar ( in Tochmarc Étaíne) of Nuada haar man. Haar geliefde was Dagda, bij hem had ze een zoon, Aengus. Om haar affaire te verbergen, liet Dagda de zon negen maanden lang stilstaan. Hierdoor was Aengus binnen een dag verwekt en geboren.